# Pélikè

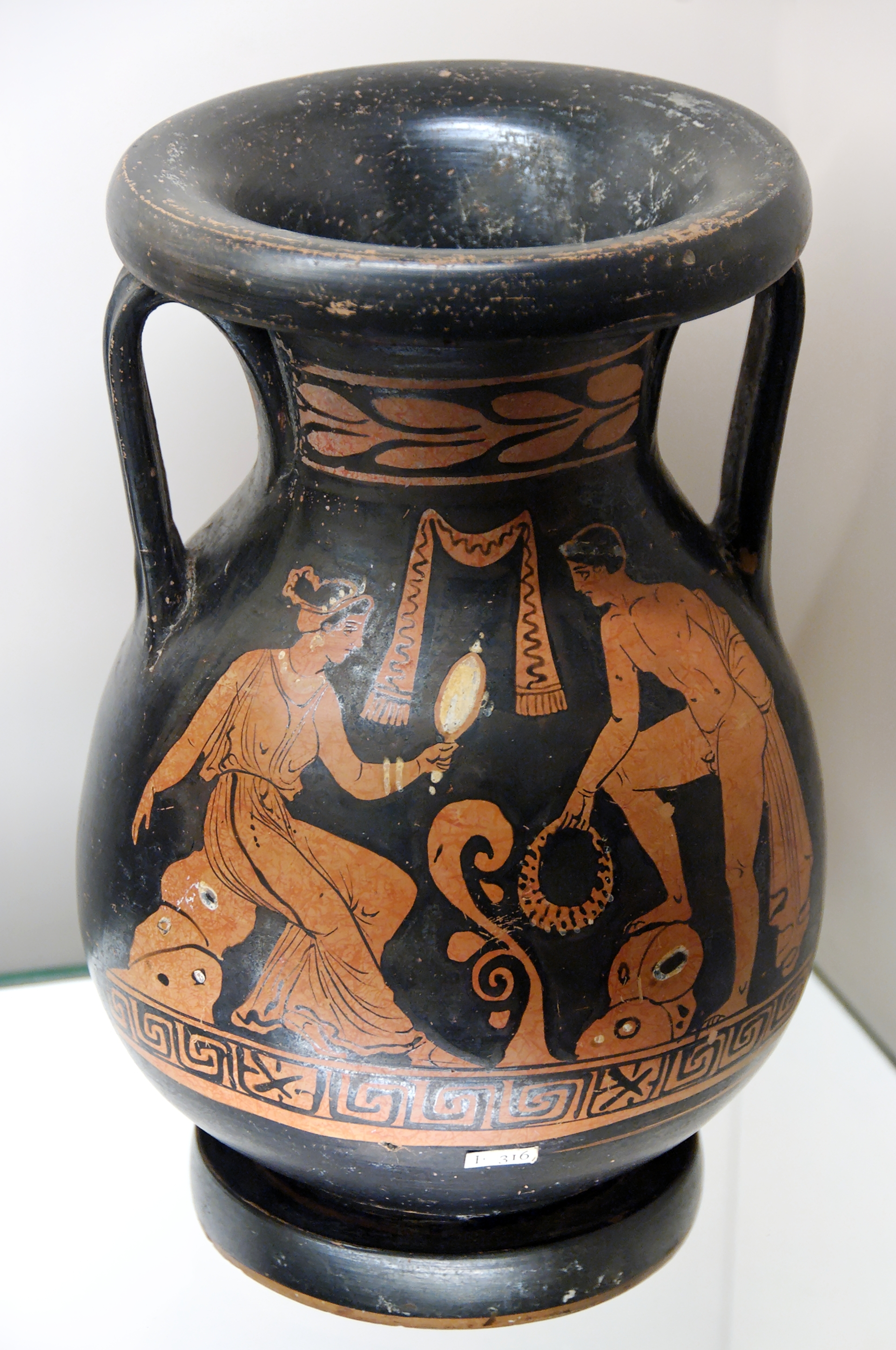
Pélikè apulienne à figures rouges du Peintre de Dijon, v. 370 av. J.-C., British Museum (Vases F 316)

La péliké ou pélikè (en grec ancien : πελίκη / pelíkê), contrairement à l'amphore, se caractérise par sa panse élargie vers le bas et son embouchure plus large. Comme l'amphore, en revanche, elle est munie de deux anses. Elle servait à la conservation de denrées.